# (6063) Jason
(6063) Jason ist ein erdnaher Asteroid des Apollo-Typs, der am 27. Mai 1984 von den amerikanischen Astronomen Carolyn und Eugene Shoemaker am Palomar-Observatorium entdeckt wurde.
Der Himmelskörper ist nach Jason, dem Anführer der Argonauten aus der griechischen Mythologie, benannt, der auch Teilnehmer an der Jagd auf den Kalydonischen Eber war.